# District de Qingshanhu
Le district de Qingshanhu (青山湖区 ; pinyin : Qīngshānhú Qū) est une subdivision administrative de la province du Jiangxi en Chine. Il est placé sous la juridiction de la ville-préfecture de Nanchang.